# إيريكا تشينويث
إيريكا تشينويث (بالإنجليزية: Erica Chenoweth) هي عالمة سياسة أمريكية، ولدت في 22 أبريل 1980م، وأستاذة السياسة العامة في كلية كينيدي بجامعة هارفارد ومعهد هارفارد رادكليف للدراسات المتقدمة العاملون في الأبحاث حول حركات المقاومة المدنية اللاعنفية. 

## تعليمها
حصلت إيريكا تشينويث على درجة البكالوريوس من جامعة دايتون، ثم درجة الماجستير فالدكتوراه من جامعة كولورادو. درَّست في جامعة ويسليان حتى عام 2012م ثم نالت زمالة ما بعد الدكتوراه في جامعة هارفارد وجامعة ماريلاند.  انضمت تشينويث إلى هيئة التدريس بجامعة دنفر في عام 2012م،  وأصبحت ضمن أعضاء هيئة التدريس بجامعة هارفارد في عام 2018م.

## الحياة المهنية
ما بين عامي 2012م و 2018م، كانت إيريكا تشينويث أستاذة في جامعة دنفر.
كانت عضوًا في هيئة التدريس ومديرًا مشاركًا لبرنامج الدكتوراه في مدرسة جوزيف كوربل للدراسات الدولية (Josef Korbel School of International Studies).  كما أدارت برنامج الجامعة لأبحاث الإرهاب والتمرد. كانت أيضًا باحثة في معهد أبحاث السلام في أوسلو ( Peace Research Institute Oslo - PRIO).
منذ عام 2018م، كانت أستاذًا للسياسة العامة في كلية هارفارد كينيدي ومعهد رادكليف للدراسات المتقدمة بجامعة هارفارد.

## أعمالها
شاركت تشينويث مع ماريا ستيفان (Maria Stephan) الباحثة السياسية الأمريكية والمديرة السابقة لبرنامج العمل اللاعنفي في معهد الولايات المتحدة للسلام، والتي كانت تعمل وقتها في وزارة الخارجية الأمريكية، في تأليف كتاب "لماذا تنجح المقاومة المدنية؟" (Why Civil Resistance Works). نظمت تشينويث وستيفان فريقًا دوليًا من العلماء لتحديد جميع جهود التغيير الحكومية العنيفة وغير العنيفة في القرن العشرين. 
ترجموا النتائج التي وصلوا إليها إلى "نظرية المقاومة المدنية" ومعدل نجاحها في التغيير السياسي بالمقارنة مع المقاومة العنيفة. 
قارن فريقهم بين أكثر من 200 ثورة عنيفة وأكثر من 100 حملة سلمية. أظهرت بياناتهم أن 26٪ من الثورات العنيفة كانت ناجحة ، بينما نجحت 53٪ من الحملات اللاعنفية. 
وبالنظر إلى التغيير في الديمقراطية أوضحت أن اللاعنف يعزز الديمقراطية بينما العنف يعزز الاستبداد.
في مجموعة بيانات البحث، نجحت كل محاولات تغيير الأنظمة الحاكمة التي شارك فيها 3.5 في المائة على الأقل من السكان، ونجح الكثير منهم أيضا بأقل من نسبة المشاركة الشعبية هذه.    كل محاولات التغيير التي وصلت إلى هذه العتبة كانت لاعنفية، بينما لم تحقق أي حملة عنيفة تلك العتبة (مشاركة 3.5% من الشعب). 
ألهم عملها البحثي حول المقاومة المدنية اللاعنفية حركة تمرد ضد الانقراض .  

## الجوائز
في عام 2012م، فاز كتاب "لماذا تنجح المقاومة المدنية؟" بجائزة مؤسسة وودرو ويلسون (Woodrow Wilson Foundation Award) التابعة لجمعية العلوم السياسية الأمريكية عن "أفضل كتاب نُشر في الولايات المتحدة خلال السنة التقويمية السابقة عن الحكومة أو السياسة أو الشؤون الدولية". 
كما فازت تشينويث، إلى جانب ستيفان ، بجائزة جامعة لويزفيل جراويمير لعام 2013م عن أفكار لتحسين النظام العالمي.  وكان الفائزون السابقون بهذه الجائزة هم ميخائيل جورباتشوف وروبرت كيوهان . 
في ديسمبر 2013م، اختارتها مجلة فورين بوليسي كواحدة من أفضل 100 مفكر عالمي لذلك العام "لإثبات صحة غاندي " ، مشيرة إلى عملها على تقديم أدلة على فعالية الحركات السياسية اللاعنفية. 

في عام 2013ا، فازت إيريكا أيضًا بجائزة كارل دويتش (في العلاقات الدولية) لكونها "قدمت أهم مساهمة في دراسة العلاقات الدولية وبحوث السلام عن طريق النشر". 